# ماريا كاليسينكافا
ماريا كاليسينكافا (مواليد 24 أبريل 1982) هي ناشطة حقوقية وموسيقية بيلاروسية عرفت بمعارضتها للرئيس البيلاروسي ألكسندر لوكاشينكو.